# MH 5. Bem József Légvédelmi Rakétaezred
A Magyar Honvédség 5. Bem József Légvédelmi Rakétaezred, a Magyar Honvédség 2004-ben felszámolt egyik légvédelmi rakétaezrede volt.

## A szervezet rövid története
A második világháborút követően újjászervezett magyar haderő erőltetett fejlesztése új laktanyák, katonai repülőterek, lőterek, ellátó központok megnyitását igényelték. A dinamikus fejlődésnek indult légvédelmi tüzérség fegyvereinek a kipróbálására, lövészeteinek végrehajtására egy megfelelő adottságokkal bíró légvédelmi lőtérbázis létrehozását tették szükségessé. 
Erre a célra a Nógrád megyei Diósjenő-Nagyoroszi-Drégelypalánk községek körzetét találták a legmegfelelőbbnek. A feladatra - az 5. Légvédelmi Rakétaezred jogelőd szervezete - a Légvédelmi Tüzér Lőtérparancsnokság 1950. április 15-én alakult meg a diósjenői kastélyban a Magyar Néphadsereg vezérkari főnökének parancsa alapján.
Nagyorosziban a laktanya építése a lőtérparancsnokság megalakulását követően 1950. május 20-án kezdődött meg. A munkálatok egészen az ötvenes évek végéig elhúzódtak. A lőtér többször átépített és modernizált vezetési pontját 1973-ban adták át Drégelypalánkon.
A lőtéren a laktanyaépítéssel párhuzamosan folytak a meglévő és az újonnan rendszerbe állított légvédelmi fegyverekkel a lövészetek. 1959-ben például a KSz-19-es 100 mm-es légvédelmi ütegek kísérleti lövészete zajlott, majd a hatvanas évektől - sok egyéb mellett - az SZ–60-as 57 mm-es vontatott légvédelmi ütegek, a ZSZU–57–2-es önjáró ütegek, ZSZU–23–4 23 mm-es (Silka) ütegek, légvédelmi géppuskás alegységek lövészetei folyt.
1974-ben alakult meg Nagyorosziban a Csapatlégvédelmi Kiképző Központ, ami a fegyvernemi hivatásos tiszthelyettes, illetve tartalékos tiszt és tiszthelyettes képzésnek, a szakkezelők bázisképzésének, a 9K31 Sztrela–1 9K32 Sztrela–2 és 2K12 Kub rakétatechnikára való átképzésnek adott otthont. A kiképző központ 1988-ban fejezete be a működését. Az alakulat fénykorát jelentő Csapatlégvédelmi Kiképző Központos időszakban a katonai szervezetnél 315 fő hivatásos tiszthelyettest, 815 fő tartalékos tisztet, 138 fő tartalékos tiszthelyettest képeztek ki, valamint 236 fő hivatásos tiszt, 177 fő hivatásos tiszthelyettes szakmai átképzése valósult meg. 1988-tól az alakulatra a folyamatos átszervezések időszaka köszöntött, szinte évente változott a katonai szervezet neve és létszáma.
1990. után a Csapatlégvédelmi Kiképző Központ új nevet kapott; Csapatlégvédelmi Lőtérparancsnokság lett az új megnevezése. 1992-ben a MH 87. Légvédelmi Tüzérezred Kiskunfélegyházáról átkerült Nagyorosziba. Az alakulat korábban 1962-1987 között Karcagon települt. A Jánoshalma település határában települt MH 102. Légvédelmi Tüzérezred is átkerült Nagyorosziba. 1995. decemberében a MH 87. Légvédelmi Tüzérezredet felszámolták és "M" alakulattá szervezték át.
A helyőrség szerencsecsillaga 1998-ban ismét felragyogott, amikor Nagyorosziban megkezdődött a Mistral légvédelmi rakétakomplexum rendszerbeállítása. Akkor még senki sem sejtette, hogy a problémáktól sem mentes új technikai kultúrát megalapozó kiképzés és rendszerbeállító lövészet az alakulat utolsó előtti nagy feladata lesz. A 2002-ben indult védelmi felülvizsgálat nyomán ugyanis a honvédelmi miniszter 54/2004-es számú megszüntető határozatába az MH 5. Légvédelmi Rakétaezred és a légvédelmi lőtér felszámolását rendelte el. A miniszter parancsában az ezred jogutódjának a Győrben állomásozó MH 12. Légvédelmi Rakétadandárt jelölte ki. A katonai szervezet felszámolásával egyidőben a Győr helyőrségben további szolgálatot vállaló állományt a Mistral légvédelmi rakétakomplexummal együtt a MH 12. Légvédelmi Rakétadandárhoz vezényelte.
A Nagyoroszi laktanyában 2004. július 23-án utoljára sorakozott fel a múltjára jogosan büszke MH 5. Bem József Légvédelmi Rakétaezred állománya, hogy az alakulat megszüntetéséről szóló miniszteri határozat ismertetését követően a magyar "takarodó” hangjaira végleg levonják az alakulat zászlóját, s búcsút vegyen a helyőrségtől. A felszámoló állománygyűlésen Kozsik János ezredes, az MH 5. Légvédelmi Rakétaezred utolsó parancsnoka, előbb felelevenítette az ezred ötvennégy éves történetét, majd a jelenről szólva kijelentette: "a katonai szervezet a felszámolás feladatait az elöljáró jóváhagyott ütemterve szerint időarányosan végrehajtotta. A személyi állomány sorsát az igények és a lehetőségek messzemenő figyelembevételével, legjobb tudásuk szerint igyekeztek rendezni."